# 엉덩이 탐정
《엉덩이 탐정》은 NHK 교육 텔레비전에서 방영 중인 일본 제작 애니메이션이다.

## 줄거리
명탐정 '엉덩이 탐정' 그리고 그의 조수 '브라운'이 여러 가지 어려운 사건을 해결해나가는 이야기.

## 목소리 출연

### 일본어판
- 산페이 유코: 엉덩이 탐정
- 사이토 아야카: 브라운
- 와타나베 잇케이: 말티즈 서장
- 사쿠라이 타카히로: 괴도 유
- 우야마 레카: 스즈
- 스고우 타카유키: 마스터

### 한국어판
- 김은아 : 엉덩이 탐정, 조역
- 소연: 브라운
- 홍진욱: 말티즈 서장
- 남도형: 괴도 유, 장말총
- 이장원 : 찻집 아저씨, 해설, 조역
- 배정미 : 방울이, 조역
- 사성웅: 두꺼목
- 석승훈: 파마저씨
- 김사라: 하하 선생님
- 이다슬: 스테파니, 코알라양

## 주제가
- 후지모토 노리코 - 작사
- 코스기 야스오 - 작곡
- 타카키 히로시 - 편곡
- 이세다이 키 - 노래

## 제작진
- 문 유리코, 이케다요 오코 - 시리즈 디렉터
- 타카하시 나츠코 - 시리즈 구성
- 마니와 히데아키 - 캐릭터 디자인
- 마스다 류타로 - 미술 디자인
- 나카지마 묘 사실 - 색채 설계
- 타카키 히로시 - 음악
- 도에이애니메이션 - 애니메이션 제작
- NHK, 도에이애니메이션 - 제작
- 2018 ~ NHK 도에이애니메이션 All rights reserved.- 저작권

## 한국판 제작진
- 무정 예정중

## 한국어판 방영 목록
| 회차 | 제목                                   | 방송 일자        |
| ---- | -------------------------------------- | ---------------- |
| 1화  | 뿡뿡! 해결! 엉덩이 탐정 등장!          | 2019년 7월 8일   |
| 2화  | 뿡뿡! 말티즈 서장의 위기!              | 2019년 7월 8일   |
| 3화  | 뿡뿡! 대도가 나타났다!                 | 2019년 7월 15일  |
| 4화  | 뿡뿡! 불멸의 절도단 (전편)             | 2019년 7월 15일  |
| 5화  | 뿡뿡! 불멸의 절도단 (후편)             | 2019년 7월 22일  |
| 6화  | 뿡뿡! 손님이 잃어버린 물건             | 2019년 7월 22일  |
| 7화  | 뿡뿡! 브라운의 학창 시절               | 2019년 7월 29일  |
| 8화  | 뿡뿡! 코알라 양의 대활약               | 2019년 7월 29일  |
| 9화  | 뿡뿡! 이발소에 나타난 유령             | 2019년 8월 5일   |
| 10화 | 뿡뿡! 괴도 VS 탐정 (상)                | 2019년 8월 5일   |
| 11화 | 뿡뿡! 괴도 VS 탐정 (하)                | 2019년 8월 12일  |
| 12화 | 뿡뿡! 유적에서 날아온 SOS (상)         | 2019년 8월 19일  |
| 13화 | 뿡뿡! 유적에서 날아온 SOS (하)         | 2019년 8월 26일  |
| 14화 | 뿡뿡! 수상한 방문자                    | 2019년 9월 2일   |
| 15화 | 뿡뿡! 위험한 발명품                    | 2019년 9월 9일   |
| 16화 | 뿡뿡! 황금 투구를 지켜라!              | 2019년 9월 16일  |
| 17화 | 뿡뿡! 어둠 속으로 사라진 거인 (상)     | 2019년 9월 23일  |
| 18화 | 뿡뿡! 어둠 속으로 사라진 거인 (하)     | 2019년 9월 30일  |
| 19화 | 뿡뿡! 간식 도둑은 누구?                | 2019년 10월 7일  |
| 20화 | 뿡뿡! 기이한 전망 여관 사건 (상)       | 2019년 10월 14일 |
| 21화 | 뿡뿡! 기이한 전망 여관 사건 (하)       | 2019년 10월 21일 |
| 22화 | 뿡뿡! 주인을 알 수 없는 장물           | 2019년 10월 28일 |
| 23화 | 뿡뿡! 의심받는 형사                    | 2019년 11월 4일  |
| 24화 | 뿡뿡! 가방을 찾아라!                   | 2019년 11월 11일 |
| 25화 | 뿡뿡! 무지개 다이아몬드를 찾아라! (상) | 2019년 11월 18일 |
| 26화 | 뿡뿡! 무지개 다이아몬드를 찾아라! (하) | 2019년 11월 25일 |
| 27화 | 뿡뿡! 괴도 유는 따뜻한 것을 좋아해     | 2019년 12월 2일  |
| 28화 | 뿡뿡! 엉덩이 탐정이 두 명?! (상)       | 2019년 12월 9일  |
| 29화 | 뿡뿡! 엉덩이 탐정이 두 명?! (하)       | 2019년 12월 16일 |
| 30화 | 뿡뿡! 수상한 탐정 사무소 (상)          | 2019년 12월 23일 |
| 31화 | 뿡뿡! 수상한 탐정 사무소 (하)          | 2019년 12월 30일 |
| 32화 | 뿡뿡! 아빠는 걱정쟁이                  | 2020년 1월 6일   |
| 33화 | 뿡뿡! 시계탑의 유령                    | 2020년 1월 13일  |
| 34화 | 뿡뿡! 함정이 가득한 정글               | 2020년 1월 20일  |
| 35화 | 뿡뿡! 범죄 계획 시나리오               | 2020년 1월 27일  |
| 36화 | 뿡뿡! 괴도 유 vs 괴도 유!? (상)        | 2020년 2월 3일   |
| 37화 | 뿡뿡! 괴도 유 vs 괴도 유!? (하)        | 2020년 2월 10일  |
| 38화 | 뿡뿡! 보라 부인의 암호 사건 (상)       | 2020년 2월 17일  |
| 39화 | 뿡뿡! 보라 부인의 암호 사건 (하)       | 2020년 2월 24일  |
| 40화 | 뿡뿡! 괴도와 납치된 신부 사건 (상)     | 2020년 7월 13일  |
| 41화 | 뿡뿡! 괴도와 납치된 신부 사건 (하)     | 2020년 7월 20일  |
| 42화 | 뿡뿡! 감옥 속 계획 (상)                | 2020년 7월 27일  |
| 43화 | 뿡뿡! 감옥 속 계획 (하)                | 2020년 8월 3일   |
| 44화 | 뿡뿡! 말티즈 서장과 치와와 서장        | 2020년 9월 21일  |
| 45화 | 뿡뿡! 브라운의 탐정 수업               | 2020년 9월 28일  |
| 46화 | 뿡뿡! 위험한 물건                      | 2020년 10월 5일  |
| 47화 | 뿡뿡! 고릴라 편집장의 사건 수첩        | 2020년 10월 12일 |
| 48화 | 뿡뿡! 충치는 괴로워!                   | 2020년 12월 1일  |
| 49화 | 뿡뿡! 오페라의 괴도                    | 2020년 12월 1일  |
| 50화 | 뿡뿡! 겨울산의 하얀 괴물 (상)          | 2020년 12월 8일  |
| 51화 | 뿡뿡! 겨울산의 하얀 괴물 (하)          | 2020년 12월 15일 |